# Craig Darby
Craig Darby (* 26. September 1972 in Oneida, New York) ist ein ehemaliger US-amerikanischer Eishockeyspieler (Stürmer), der während seiner Karriere für die Montréal Canadiens, New York Islanders, Philadelphia Flyers und New Jersey Devils in der National Hockey League sowie die Augsburger Panther in der Deutschen Eishockey Liga spielte.

## Karriere
Darby begann seine Karriere für das Providence College in Rhode Island. Bereits in seinem ersten Jahr wurde er von den Montréal Canadiens an 43. Stelle des NHL Entry Draft 1991 gezogen. Er spielte jedoch noch eine weitere Saison in Providence, bevor er für das damalige Farmteam der Canadiens, den Fredericton Canadiens zum Einsatz kam.
Nach zwei erfolgreichen Saisonen für die Fredericton Canadiens kam sein erster Einsatz in der NHL. 1994/95 absolvierte er zehn Spiele für die Canadiens, bevor er zu dem Team der New York Islanders wechselte, zusammen mit Kirk Muller und Mathieu Schneider im Austausch für Pierre Turgeon und Wladimir Malachow. 1996 kam der Wechsel zu den Philadelphia Flyers, wo Darby die meisten Spiele für das Farmteam Philadelphia Phantoms absolvierte.
1998 wurde er von den Nashville Predators in einem Expansion Draft gezogen, kehrte jedoch 1999 zu den Montréal Canadiens zurück, ohne ein Spiel für die Predators bestritten zu haben. Zurück in Montreal, hatte Darby seine beste Zeit in der NHL. In 154 Spielen konnte er 45 Punkte erzielen. In der Saison 2002/03 wechselte er zu den New Jersey Devils, wo er sich jedoch nicht durchsetzte und den größten Teil in der AHL beim Farmteam Albany River Rats verbrachte. Auch nach dem Wechsel zu Tampa Bay Lightning und später zu den Vancouver Canucks spielte er die gesamte Spielzeit in der AHL.
Nach dem Ende seines Vertrages im Sommer 2006, wechselte Darby zum deutschen Verein Augsburger Panther in die Deutsche Eishockey Liga. Für die Saison 2007/08 unterzeichnete er einen Vertrag mit dem HC Innsbruck und wechselte in die Erste Bank Eishockey Liga. Im Anschluss an diese Spielzeit beendete der US-Amerikaner seine Profikarriere.

## Erfolge und Auszeichnungen
| - 1992 Hockey East All-Rookie Team - 1992 Hockey East Rookie of the Year (gemeinsam mit Ian Moran) - 1995 Teilnahme am AHL All-Star Classic - 1998 Teilnahme am AHL All-Star Classic - 1998 AHL First All-Star Team | - 1998 Calder-Cup-Gewinn mit den Philadelphia Phantoms - 2002 Teilnahme am AHL All-Star Classic - 2003 AHL Second All-Star Team - 2004 Teilnahme am AHL All-Star Classic - 2005 Teilnahme am AHL All-Star Classic |

## Karrierestatistik
(Legende zur Spielerstatistik: Sp oder GP = absolvierte Spiele; T oder G = erzielte Tore; V oder A = erzielte Assists; Pkt oder Pts = erzielte Scorerpunkte; SM oder PIM = erhaltene Strafminuten; +/− = Plus/Minus-Bilanz; PP = erzielte Überzahltore; SH = erzielte Unterzahltore; GW = erzielte Siegtore; 1 Play-downs/Relegation; Kursiv: Statistik nicht vollständig)